# Primorsk (oblast Leningrad)
Primorsk (Russisch: Приморск; Fins: Koivisto; Zweeds: Björkö) is een Russische kuststad in de Oblast Leningrad en de grootste olieoverslagplaats van de Oostzee. Er wonen ongeveer 5.500 mensen (2005). Het ligt 137 kilometer ten westnoordwesten van Sint-Petersburg. Primorsk groeide in de 20ste eeuw uit tot voorstad van de stad Vyborg.

## Geschiedenis
De eerste vermelding van de plaats Берёзовское dateert uit 1268. De nederzetting lag toen nog op Zweeds grondgebied. Берёза is Russisch voor 'berk'; Koivisto en Björkö betekenen ook zoiets als 'berkenbos'. Na de Grote Noordse Oorlog werd het onderdeel van het Russische Rijk.
In juli 1905 vond in de haven van Björkö een historische ontmoeting plaats tussen tsaar Nicolaas II van Rusland en keizer Wilhelm II van Duitsland, die beiden op hun jacht vakantie hielden. De Kaiser verleidde de Tsaar tot het sluiten van een geheim militair verdrag, dat nooit in werking trad, vanwege de Frans-Russische Alliantie.
Toen Finland in 1918 onafhankelijk werd, kwam Björkö op Fins grondgebied te liggen en werd de naam van de plaats Koivisto. Finland raakte Koivisto na de Vervolgoorlog weer kwijt aan de Sovjet-Unie. Primorsk heeft stadstatus sinds 1940. In 1948 kreeg de stad haar huidige naam Primorsk (Russisch voor 'bij de zee, aan zee').

## Economie
Primorsk is de grootste olieoverslagplaats van de Oostzee. Het is sinds 2001 het westelijk eindpunt van het Baltisch Pijpleidingsysteem. In de haven van Primorsk kunnen tegelijkertijd vier olietankers beladen worden. Deze haven wordt, vergeleken met de leidingen over land, steeds belangrijker voor Rusland; men is op die manier minder afhankelijk van Wit-Rusland.
In de onderstaande figuur de ontwikkeling van de behandelde vracht in de zeven grootste havens van Europa. In 2011 is de haven naar de negende plaats gezakt door de sterke groei van de overslag in Bremerhaven en Algeciras:
| Haven         | 2005  | 2006  | 2007  | 2008  | 2009  | 2010  | 2011  | 2012  |
| ------------- | ----- | ----- | ----- | ----- | ----- | ----- | ----- | ----- |
| Rotterdam     | 370,3 | 381,3 | 409,1 | 421,1 | 387,0 | 429,9 | 434,6 | 441,5 |
| Antwerpen     | 160,1 | 167,4 | 182,9 | 189,4 | 157,8 | 178,2 | 187,2 | 184,1 |
| Hamburg       | 125,7 | 134,9 | 140,4 | 140,4 | 110,4 | 121,2 | 132,2 | 130,9 |
| Amsterdam     | 74,8  | 84,4  | 87,6  | 94,8  | 86,9  | 90,8  | 93,0  | 94,3  |
| Marseille     | 96,6  | 100,0 | 96,3  | 96,0  | 83,2  | 86,0  | 88,1  | 85,6  |
| Novorossiejsk | 70,8  | 82,4  | 80,9  | 81,6  | 86,5  | 81,6  | n.b.  | n.b.  |
| Primorsk      | 58,6  | 65,9  | 74,2  | 75,6  | 79,1  | 77,6  | 75,1  | 74,8  |

In januari 2011 zijn de havenactiviteiten, Primorsk Trade Port, in handen gekomen van Novorossiysk Commercial Sea Port (NCSP). Dit havenbedrijf was al de havenbeheerder van de haven van Novorossiejsk aan de Zwarte Zee kust en is met deze overname de grootste havenbeheerder van Rusland geworden. De belangrijkste aandeelhouder van NCSP is Novoport Holding met een belang van 50,1%. Novoport is op haar beurt weer in handen van Transneft en de Summa Group. Summa Group zal in 2015 een grote olieterminal in Rotterdam openen in samenwerking met VTTI. In deze terminal zal vooral aardolie uit Primorsk worden aangevoerd.

## Bezienswaardigheden

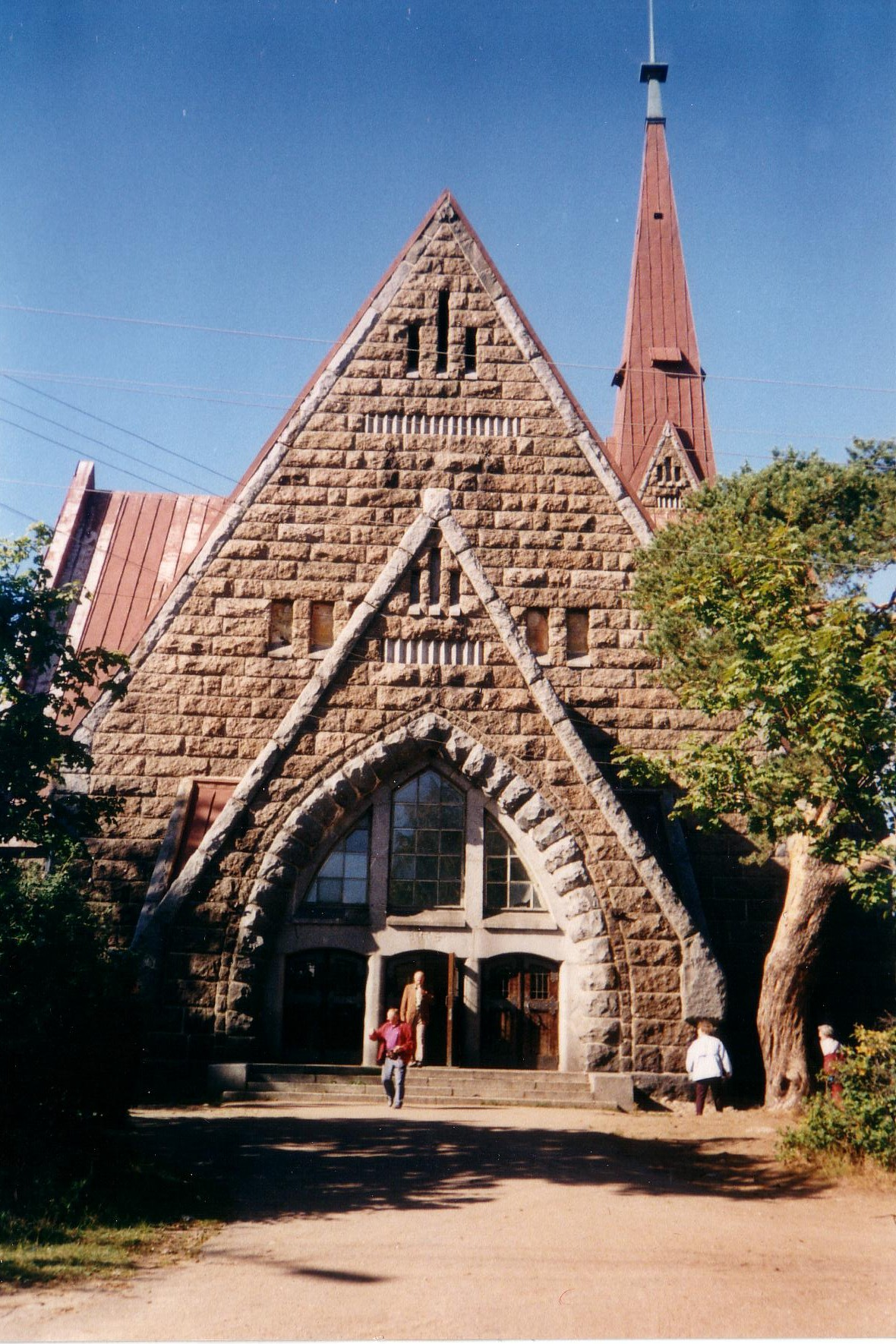
Lutherse kerk in Primorsk

Een van de bezienswaardigheden is de in neogotische stijl gebouwde Lutherse kerk (voltooid in 1904).